# یوتا تسونامی
یوتا تسونامی (انگلیسی: Yuta Tsunami؛ زادهٔ ۲۰ ژانویهٔ ۱۹۹۲) بازیکن فوتبال اهل ژاپن است.